# Мабскотт (Західна Вірджинія)
Мабскотт (англ. Mabscott) — місто (англ. town) в США, в окрузі Релей штату Західна Вірджинія. Населення — 1341 особа (2020).

## Географія
Мабскотт розташований за координатами 37°46′10″ пн. ш. 81°12′48″ зх. д. / 37.76944° пн. ш. 81.21333° зх. д. (37.769465, -81.213274).  За даними Бюро перепису населення США в 2010 році місто мало площу 2,25 км², уся площа — суходіл.

## Демографія
Згідно з переписом 2010 року, у місті мешкало 1408 осіб у 579 домогосподарствах у складі 419 родин. Густота населення становила 627 осіб/км².  Було 649 помешкань (289/км²).
Расовий склад населення:
| - 91,8 % — білих - 5,1 % — чорних або афроамериканців - 0,2 % — корінних американців - 0,1 % — азіатів |

До двох чи більше рас належало 2,7 %. Частка іспаномовних становила 1,0 % від усіх жителів.
За віковим діапазоном населення розподілялося таким чином: 23,9 % — особи молодші 18 років, 61,0 % — особи у віці 18—64 років, 15,1 % — особи у віці 65 років та старші. Медіана віку мешканця становила 42,0 року. На 100 осіб жіночої статі у місті припадало 85,8 чоловіків;  на 100 жінок у віці від 18 років та старших — 81,5 чоловіків також старших 18 років.
Середній дохід на одне домашнє господарство  становив 70 728 доларів США (медіана — 54 856), а середній дохід на одну сім'ю — 87 561 долар (медіана — 75 200). Медіана доходів становила 61 429 доларів для чоловіків та 41 389 доларів для жінок. За межею бідності перебувало 11,4 % осіб, у тому числі 20,2 % дітей у віці до 18 років та 1,5 % осіб у віці 65 років та старших.
Цивільне працевлаштоване населення становило 492 особи. Основні галузі зайнятості: освіта, охорона здоров'я та соціальна допомога — 30,3 %, сільське господарство, лісництво, риболовля — 23,6 %, роздрібна торгівля — 10,2 %, публічна адміністрація — 9,8 %.